# ماریو دی اولیویرا نتو
ماریو دی اولیویرا نتو معروف به شاندو (انگلیسی: Xandó) بازیکن سابق تیم ملی والیبال برزیل که توانست مدال نقره المپیک ۱۹۸۴ را از آن خود کند.